# Castor Cantero
Castor Sixto Cantero (San Bernardino, 12 gennaio 1918 – ...) è stato un calciatore paraguaiano, di ruolo centrocampista.

## Carriera
Giocò con la nazionale la Coppa America nel 1946 e nel 1949.